# تینا لندن
تینا لندن (انگلیسی: Tina Landon; ۶ ژانویهٔ ۱۹۶۳ – ) رقص‌پردازی اهل ایالات متحده آمریکا بود.